# Die große Wette
Die große Wette ist ein 1915 entstandener deutscher Science-Fiction-Stummfilm von Harry Piel.

## Handlung
In ferner Zukunft, im Jahr 2000: Der Sportler George Fogg und der Physiker Ardan sind zwei reiche US-Amerikaner, die sich gern in ihrem Club aufhalten. Beide verbindet ihre Liebe zu der hübschen Millionärstochter Lee Kennedy. Eines Tages schließen sie eine skurrile Wette ab: Ardan soll in den kommenden zwei Wochen einen Roboter konstruieren, von dem er behauptet, dass Fogg es mit diesem Wesen keine drei Tage und Nächte zusammen aushalten werde.
Ardan erschafft tatsächlich dieses Kunstwesen und dirigiert es mit einer Camera-obscura-Fernsteuerung direkt in Foggs Haus. Der Elektromensch folgt Fogg nun auf Schritt und Tritt, selbst bei einem Stelldichein mit Lee bekommt Fogg nicht seine Ruhe. Als der dritte Tag angebrochen ist, erledigt sich das Roboter-Problem von selbst, denn aufgrund der von Ardan zu hoch angesetzten Spannung brennen dem Kunstwesen die Drähte durch, und es kommt zur Explosion, infolgedessen Ardans Haus krachend auf ihn herabstürzt.

## Produktionsnotizen
Die große Wette entstand im Herbst 1915. Der Film passierte die Zensur im Dezember 1915 und wurde am 11. Januar 1916 – andere Quellen nennen den 4. Februar 1916 – uraufgeführt. Der vieraktige Film besaß in Deutschland eine Länge von 1389 Metern. In Österreich-Ungarn, wo der Film unter dem Titel Der Elektromensch lief, lief er am 8. September 1916 an.

## Kritik
Paimann’s Filmlisten resümierte: „Stoff sehr gut, Photos, Spiel und besonders die Szenerie und Ausstattung prima.“